# جوبة برغال
جوبة برغال قرية سورية ومركز ناحية جوبة برغال في محافظة اللاذقية. تقع عند قمم جبال جبال الساحل السوري. تبعد 16 كم إلى الشرق من بلدة الفاخورة و11كم شمال شرق مدينة القرداحة.
بلغ عدد سكان القرية 959 نسمة حسب تعداد عام 2004.
هي قرية جبلية تتميز بجمال الطبيعة وسط الخضرة وينابيع المياه المتدفقة وسط غابات جبال اللاذقية وبالقرب منها تقع غابة كبيرة للأرز. تتبع لها 15 قرية. تشتهر بالكرز وزراعة البصل والثوم.

## الموقع الجغرافي والتضاريس
تقع في وهدة ذات تصريف داخلي، وتعد نموذجاً للحت الكارستي في المنطقة (تأخذ محلياً اسم جوبة) يشرف عليها من الجنوب الشرقي جبل النبي نوفل (1169 م). وتأخذ الحفرة شكلاً بيضوياً بطول 1500م وعرض 900م. تصرف مياهها عبر وادي السلامة السيلي ليشكل المنابع العليا لنهر الصنوبر. وقد لعبت الصخور الكلسية في المنطقة دورها في فقر المنطقة بالمياه السطحية، كما تظهر بعض الطفوحات البازلتية. تربتها حمراء متحللة، وتغطي المنطقة الأشجار الحراجية.

## القرية
مساكنها القديمة متلاصقة مبنية من الحجارة والطين والخشب، والحديثة تنتشر على الطريق الجبلية الذاهبة إلى المركز، وتتكون من ثلاث حارات متباعدة وواحدة في منطقة منخفضة تسمى حارة الوطى. يعمل سكانها بالزراعة (200هـ) وينتجون التبغ والحبوب والخضر واللوزيات، كما يهتمون بتربية الأبقار والدواجن، ويعمل بعض السكان في وظائف الدولة والمهن المختلفة.
تشرب من مياه الينابيع ومن أهمها نبع الفرو. فيها مركز صحي وآخر للشؤون الاجتماعية ووحدة إرشادية لصناعة السجاد والصوف ومدرسة ثانوية ومحطة للرصد الجوي، تربطها بمركز الناحية واللاذقية وصلنفة طرق مزفتة.